# 1846 en Lorraine
Chronologie de la Lorraine
- 1842
- 1843
- 1844
- 1845
- 1846
- 1847
- 1848
- 1849
- 1850

Cette page est une liste d'événements qui se sont produits durant l'année 1846 en Lorraine.

## Éléments de contexte
- Mauvaise récolte suivie d'une disette[1]. Plus grande famine du XIXe siècle en Lorraine. Des émeutes se déroulent à Sarrebourg et Nancy, des boulangeries sont dévalisées, on dénombre 3 morts à Nancy[2].

## Événements

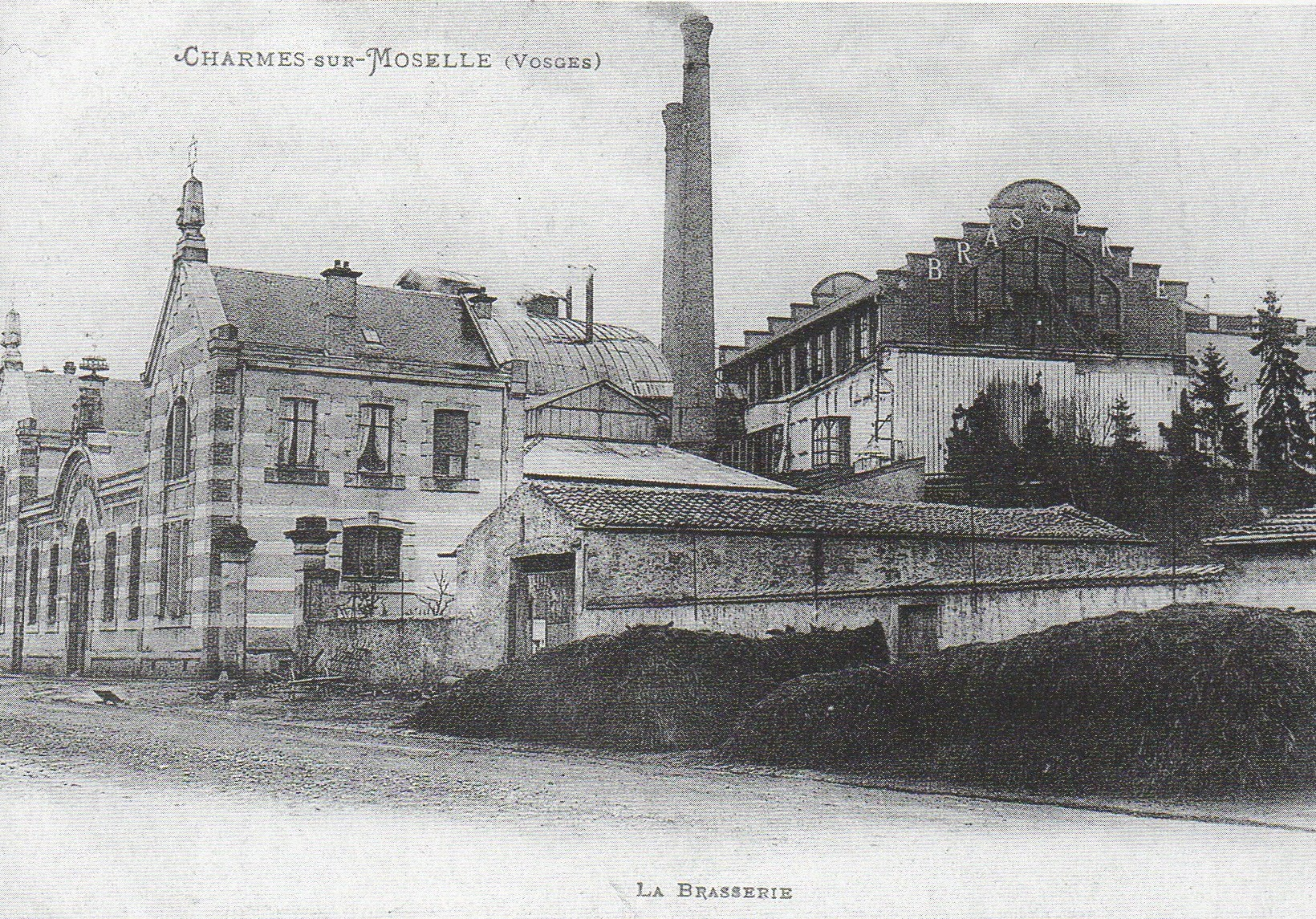
Grandes Brasseries de Charmes.

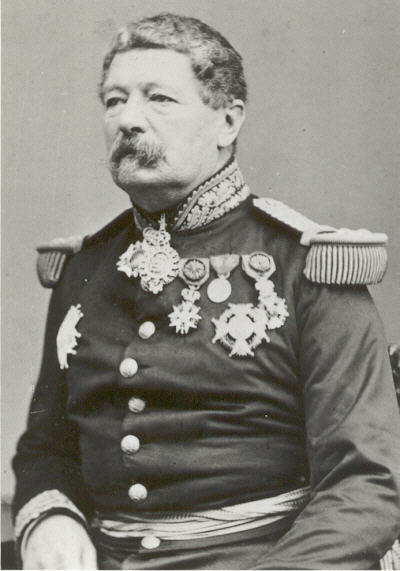
Paul Victor Jamin.

- Fondation de la Brasserie de Charmes, fermée en 1971[3], brasseur de la Kanterbräu. Après la fermeture de la brasserie, la production de la Kanterbräu a été transférée à Champigneulles. Depuis 2006, elle est produite par la brasserie Kronenbourg d'Obernai dans le Bas-Rhin.
- 31 janvier : sont élus députés de la Meurthe au parlement national : Charles-Étienne Collignon [4] élu à Sarrebourg, il siège jusqu'à la Révolution de février 1848, soutenant la majorité ministérielle; Joseph François de L'Espée; Maurice de Lacoste du Vivier; Charles-Louis Moreau; Jean-François-Xavier Croissant et Alphée Bourdon de Vatry
- Sont élus députés du collège de département de la Meuse : Charles Antoine Génin, réélu le 1er août [5]; Paul Victor Jamin; Henri Étienne et Jean Landry Gillon
- Sont élus députés de la Moselle : Louis Marie Vogt d'Hunolstein; Paul-Joseph Ardant; Jean-François Pidancet; Virgile Schneider  qui siège avec la majorité ministérielle, décédé en 1847, remplacé par Charles Gabriel César Gudin; Henri-Joseph Paixhans et Charles-François de Ladoucette
- Sont élus députés des Vosges :  Henri Siméon; Augustin Doublat; Henri Georges Boulay de la Meurthe; Claude Nicolas Didelot et  François Costé

## Inscriptions ou classements aux titre des monuments historiques
- Dans la Meuse:  Église Saint-Martin d'Étain[6]
- Dans les Vosges : Amphithéâtre de Grand[7]

## Naissances
- 1er janvier à Foug : Léon Denis, mort à Tours, le 12 avril 1927, philosophe spirite et, aux côtés de Gabriel Delanne et Camille Flammarion, un des principaux continuateurs du spiritisme après le décès d'Allan Kardec.
- 5 janvier à Château-Salins : Arsène Darmesteter, décédé à Paris le 16 novembre 1888, érudit du judaïsme et philologue français.
- 12 janvier à Sierck-les-Bains : Louis Billot (état-civil Marie Louis), mort le 18 décembre 1931 à Galloro, près de Rome, prêtre jésuite français et  théologien néothomiste. Créé cardinal par le pape Pie X en 1911, il démissionne en 1927 pour éviter que son nom soit utilisé par ceux qui rejettent la condamnation de l'Action française par Pie XI.
- 14 janvier à Mauvages (Meuse) : René Grosdidier, homme politique français mort le 21 septembre 1923 à Commercy (Meuse).
- 18 janvier à Metz : Charles Feldmann (décédé en 1929), général de division français. Gouverneur militaire de Lille en 1906, il prit le commandement de la 3e région militaire en 1912.
- 11 février à Ennery : Louis Pierson, décédé en 1934[8], député allemand. Il siégea au Landtag d'Alsace-Lorraine de 1882 à 1898, puis en 1911, et au Reichstag de 1896 à 1903.
- 21 mars à Metz : Eugène Rolland, décédé à Paris en 1909, ethnologue français. Il publia de nombreux ouvrages sur le folklore en France[9].
- 18 avril à Corcieux : Nicolas-Constant Cadé, sculpteur français , mort le 25 février 1887 à Besançon (Doubs).
- 4 mai à Nancy : Émile Gallé,  mort dans la même ville le 23 septembre 1904,  industriel, maître verrier, ébéniste et céramiste français. Il est fondateur et premier président de l’École de Nancy en 1901.
- 23 mai à Lemberg : Désiré Jean-Baptiste Christian, maître verrier français. Il a notamment travaillé avec Charles et Émile Gallé à la verrerie de Meisenthal.
- 6 décembre à Metz : Charles Nauroy, mort le 26 janvier 1919 à Paris[10], journaliste et historien français spécialisé dans l'histoire des Bourbons[11].
- 30 décembre à Vagney : Henri Lachambre, aéronaute et constructeur français d'aérostats (montgolfières, ballons à gaz, ballons de baudruche, dirigeables, etc.), dont les ateliers étaient situés 22-24 passage des Favorites à Paris.

## Décès
- 26 juin à Sainte-Croix-aux-Mines (Haut-Rhin) : Prosper Ancel-Seitz, homme politique français mort le 28 décembre 1930 à Beaulieu-sur-Mer (Alpes-Maritimes).
- 18 décembre à Toul : Louis Thomas Gengoult, né le 20 décembre 1767 à Toul, général français de la Révolution et de l’Empire.